# کری امانوئل
کری امانوئل (انگلیسی: Kerry Emanuel؛ زادهٔ ۲۱ آوریل ۱۹۵۵) دانشمند اهل ایالات متحده آمریکا است. او استاد دانشگاه MIT بود.